# ابواحمد منجم
ابواحمد یحیی ابن علی ابن یحیی ابن ابی منصور آبان منجم (۲۴۱–۳۰۰ قمری) موسیقی دان و ادیب و شاعر ایرانی بود. وی کتاب رساله فی الموسیقی را برای معتضد عباسی نوشت.